# Чемпіонат світу з літнього біатлону 2020
25-й чемпіонат світу з літнього біатлону мав відбутися в німецькому Рупольдінгу з 19 по 23 серпня 2020 року, але був скасований Виконкомом Міжнародного союзу біатлоністів через пандемію COVID-19 у світі.